# 최규식 (경찰관)
최규식(崔圭植, 1932년 9월 9일~1968년 1월 21일)은 대한민국의 경찰관(서울종로경찰서 서장 역임)으로, 1968년 김신조(金新朝)를 비롯한 무장 공비들에 의한 1·21 사태 때 총격 순직(사망)했다.
충남도경찰국, 부산시경찰국 정보과장, 서울 용산경찰서 서장 등을 역임했다. 종로경찰서 서장 재직 중 1968년 1월 21일 조선민주주의인민공화국의 특수부대인 124군 부대 소속 무장 간첩 김신조 및 31명의 무장 공비 일행들이 남파되어 서울에 잠입, 청와대 바로 옆에서 이를 검문하다가  벌어진 총격전에서 정종수 경사와 함께 총에 맞고 전사했다.

## 생애
일제 시대 강원도 춘천 출생으로, 군에 입대 후 1955년 동아대학교 법률학과에서 학사 학위를 취득하였고, 1957년 부산대학교 대학원 정치학과에서 정치학 석사 학위를 받은 뒤, 육군 소령으로 예편했다. 1961년 경찰에 투신하여 충북도경찰국 정보과장이 됐다. 1967년 10월부터 서울 종로경찰서 서장으로 재직하였다.
1963년 12월 17일 총경으로 승진, 내무부 치안국에 발령되었다.
1964년 8월 2일 충남도경찰국 정보과장에서 부산시경찰국 정보과장으로 부임했다. 1966년 9월 2일 부산시경찰국 정보과장에서 서울 용산경찰서장으로 발령됐다. 1967년 용산경찰서 서장 재직 중 서 소속 현직 경찰관 김정갑(金正甲) 순경의 강도사건으로 사직서를 제출했으나, 반려되었다. 그해 10월 27일 종로경찰서장으로 발령되었다.
1968년 1월 21일 조선민주주의인민공화국의 특수부대인 124군 부대 소속 무장 간첩 김신조 및 31명의 무장 공비 일행들이 당시 청와대를 습격해 정부 요인을 암살하려고 남파되자 청와대 바로 옆에서 이를 검문하다가 총격전이 벌어졌고 정종수 경사와 함께 총에 맞아 죽었다.
사후 경무관으로 특진되고 태극무공훈장이 추서되었으며 그 근처에 동상도 건립되었다.

## 상훈 경력
- 태극무공훈장(추서)

## 같이 보기
- 1·21 사태
- 최현배
- 김신조